# Pogórze (Silésie)
Pour les articles homonymes, voir Pogórze.
Pogórze est une localité polonaise de la gmina de Skoczów, située dans le powiat de Cieszyn en voïvodie de Silésie.